# Mortalità (libro)
Mortalità è un libro postumo di Christopher Hitchens, pubblicato in Italia nel 2012 dalla casa editrice Piemme, che comprende sette saggi apparsi inizialmente sulla rivista Vanity Fair e che raccontano la sua lotta con il cancro esofageo, diagnosticatogli durante un suo tour del 2010 per la presentazione del libro autobiografico Hitch-22  e che lo ha portato alla morte nel dicembre 2011. Viene incluso anche un ottavo capitolo, consistente di alcuni "appunti frammentari" incompleti e presentati dal giornalista Graydon Carter, editore di Vanity Fair, con postfazione di Carol Blue, vedova di Hitchens.

## Descrizione
(Mortalità, Introduzione)
Hitchens ha ricoperto la carica di redattore principale presso Vanity Fair dal novembre 1992 fino alla morte. In tale capacità contribuiva circa 10 saggi all'anno su svariati temi, come la politica e i limiti del miglioramento personale, scrivendo di "tutto eccetto che di sport". Si sentì quindi obbligato, quando gli venne chiesto di scrivere della sua malattia terminale sulla rivista e riuscì a inviare sette saggi da "Tumorville" prima di essere sopraffatto dal cancro il 15 dicembre 2011, all'età di 62 anni. Gli scritti esaminano la sua paura di perdere l'abilità di scrivere, la tortura della chemioterapia, un'analisi della proclamazione di Nietzsche che "quello che non ti uccide ti rende più forte", la gioia della conversazione e il reale significato della vita.
Poco prima che morisse, a Hitchens è stato dedicato un asteroide, "57901 Hitchens" 

## Ricezione critica
La reazione della critica a Mortalità è risultata ampiamente positiva, con amici e ammiratori di tutto il mondo che hanno lodato Hitchens sia per il suo carattere nell'affrontare la morte e per il modo in cui ha trasferito tali emozioni e pensieri sulla pagina. In una lusinghiera recensione di Mortalità su The New York Times, il satirista politico Christopher Buckley descrive i sette saggi di Hitchens "duri come diamanti e altrettanto brillanti" e "perfetti nella stesura." Scrive inoltre che "fa riflettere e addolora leggere questo racconto coraggioso e straziante del suo 'anno di vita morente' nella morsa dell'alieno che è riuscito dove nessuno dei suoi avversari di dibattito ha potuto sconfiggerlo." Buckley era un amico di Hitchens. Colm Tóibín con affetto ha scritto su The Guardian alcune delle sue esperienze con Hitchens, ritenendo che fosse "la migliore compagnia al mondo" e ha molto elogiato Mortalità, scrivendo che "in questo libro egli fa del tutto affinché la propria voce rimanga civile, scrutandosi e pronto a sconfiggere tutti i suoi nemici, qui in particolare l'ottusità della morte e del silenzio." Su The Observer anche il giornalista Alexander Linklater è stato laudatorio: riferendosi alla descrizione di John Gray che Hitchens è "uno dei più grandi scrittori viventi di prosa inglese", Linklater ha risposto che "l'unica parola sicuramente non vera è che ora Hitchens non è più vivente." Ha inoltre affermato: "La vera lotta di Mortalità non è con la mortalità. Hitchens si allontana dalla logica conclusione del suo materialismo. Suggerisce, piuttosto, una paura di perdere se stessi, di diventare imbecilli, come qualcuno che potrebbe, nel terrore e dolore, dire qualcosa di stupido o (Dio non voglia) di religioso verso la fine, per dare soddisfazione ai suoi nemici. La vera lotta dei suoi ultimi scritti è quella di rimanere se stesso per tutto il tempo che può, immerso nel paese dei malati." Un'altra recensione è stata pubblicata dalla rivista dove Hitchens iniziò la sua carriera, The New Statesman: George Eaton ha scritto che l'opera finale di Hitchens ha "una qualità aforistica senza tempo".